# د. جاي هال
د. جاي هال (بالإنجليزية: D. J. Hall)‏ هو لاعب كرة قدم أمريكية أمريكي، ولد في 18 يوليو 1986 في فورت والتون بيتش في الولايات المتحدة.